# Liste des dirigeants des Comores de 1946 à 1975
L'archipel des Comores n'a été une entité administrative qu'à partir de 1946. Chacune des îles était indépendante jusqu'à l'établissement des protectorats par la France au XIXe siècle, dès 1841 à Mayotte. En 1912, la France annexe les îles qui dépendent alors de la Colonie de Madagascar.
En 1946, les îles forment enfin une identité administrative appelée Territoire des Comores, dirigée au nom du gouvernement français par des administrateurs supérieurs, puis à partir de 1962, des hauts commissaires.
Dès 1958, avec l'adoption du statut du nouveau Territoire d'outre-mer, le territoire dispose d'un conseil de gouvernement avec un président à sa tête et une assemblée délibérante, assemblée territoriale puis chambre des députés, prenant la suite du conseil général créé en 1946. 
En 1975, les Comores accèdent à l'indépendance.
| Arrivée          | Départ                           | Nom                                | Né le | Commentaire                         |
| ---------------- | -------------------------------- | ---------------------------------- | ----- | ----------------------------------- |
| 24 octobre 1946  | 31 décembre 1948                 | Eugène Alain Charles Louis Alaniou |       |                                     |
| 31 décembre 1948 | décembre 1950                    | Marie Emmanuel Adolphe Roger Rémy  |       |                                     |
| décembre 1950    | 21 avril 1956                    | Pierre Alphonse Coudert            |       |                                     |
| 21 avril 1956    | 30 juillet 1959                  | Georges Victor Maurice Arnaud      |       | (en poste jusqu'au 11 février 1958) |
| 30 juillet 1959  | 14 décembre 1960                 | Gabriel Savignac                   |       |                                     |
| 14 décembre 1960 | 27 février 1961[réf. nécessaire] | Louis-Joseph-Édouard Saget         | 1915  |                                     |

| Arrivée                          | Départ          | Nom                        | Né le         | Commentaire |
| -------------------------------- | --------------- | -------------------------- | ------------- | ----------- |
| 27 février 1961[réf. nécessaire] | 22 mai 1962     | Louis Joseph Édouard Saget |               |             |
| 22 mai 1962                      | 15 février 1963 | Yves de Daruvar            | 1921          |             |
| 15 février 1963                  | 26 juillet 1966 | Henri Joseph Marie Bernard | 1920          |             |
| 26 juillet 1966                  | novembre 1969   | Antoine Paduan Colombani   |               |             |
| novembre 1969                    | juillet 1975    | Jacques Mouradian          | décembre 1910 |             |

| Arrivée          | Départ           | Nom                              | Commentaire                                                                            |
| ---------------- | ---------------- | -------------------------------- | -------------------------------------------------------------------------------------- |
| 13 août 1957     | 22 décembre 1961 | Ahmed Mohamed                    | Titre de vice-président seulement, l'administrateur supérieur en est le vrai dirigeant |
| 22 décembre 1961 | 16 mars 1970     | Said Mohamed Cheikh              | Parti UDC                                                                              |
| 2 avril 1970     | 16 juillet 1972  | Prince Said Ibrahim bin Said Ali | Parti Blanc                                                                            |
| 16 juillet 1972  | 26 décembre 1972 | Saïd Mohamed Jaffar              | Parti RDPC                                                                             |
| 26 décembre 1972 | 6 juillet 1975   | Ahmed Abdallah                   | Parti UDC                                                                              |

Les présidents du conseil général des Comores (1946), devenu assemblée territoriale des Comores (1952) puis chambre des députés des Comores (1961)
- 1946 - ? : Saïd Hussein (fils du sultan Saïd Ali, frère du prince Saïd Ibrahim)